# Matthew Bingley
Matthew Bingley (Sydney, 1971. augusztus 16. –) ausztrál válogatott labdarúgó.
Az ausztrál válogatott tagjaként részt vett az 1997-es konföderációs kupán.

## Statisztika
| Ausztrál válogatott | Ausztrál válogatott | Ausztrál válogatott |
| Időszak             | Mérk.               | gól                 |
| ------------------- | ------------------- | ------------------- |
| 1993                | 1                   | 0                   |
| 1994                | 0                   | 0                   |
| 1995                | 2                   | 0                   |
| 1996                | 3                   | 1                   |
| 1997                | 8                   | 4                   |
| Összesen            | 14                  | 5                   |